# Muzeum Sztuki Ludowej Huculszczyzny i Pokucia im. J. Kobrynskiego
Muzeum Sztuki Ludowej Huculszczyzny i Pokucia im. Josafata Kobrynskiego (ukr. Національний Музей Народного Мистецтва Гуцульщини та Покуття імені Йосафата Кобринського) – muzeum w Kołomyi na Ukrainie, z kolekcją ponad 50 000 obiektów, dokumentujących historię i kulturę ludową Huculszczyzny i Pokucia.

## Historia
Miasto Kołomyja szczyci się pierwszą w historii ziem polskich wystawą etnograficzną, zorganizowaną przez Oskara Kolberga w roku 1880. Pierwsze muzeum etnograficzne pod nazwą Muzeum Huculskie, zostało otwarte przez hr. Edmunda Starzeńskiego w roku 1892. Opierało się w dużej mierze na zbiorach nauczycieli-artystów z założonej w Kołomyi w roku 1876 Szkoły Przemysłu Ceramicznego, takich jak Stanisław Dębicki. 
Dzisiejsze muzeum mieści się w budynku zaprojektowanym w 1894 roku przez architektów: N. Krzyczkowskiego i L. Bakera, pierwotnie z przeznaczeniem na Dom Ludowy. Gmach został oddany do użytku w roku 1902.
Muzeum, które jako patrona obrało postać Josafata Kobrynskiego (1818–1901), założono w 1926 roku. Otwarcie nastąpiło 31 grudnia 1934 roku. Mieści się w zabytkowym gmachu dawnego Domu Ludowego przy ulicy Teatralnej. Pierwszym dyrektorem był Wołodymyr Kobrynski (1873–1958). 27 lutego 1945, po zarządzeniu Rady Komisarzy Ludowych Ukraińskiej Socjalistycznej Republiki Radzieckiej, muzeum dołączyło do Komitetu ds. Sztuki i przekształciło się w Samorządowe Muzeum Sztuki Ludowej Huculszczyzny.

## Opis
Muzeum zawiera kolekcję ponad 50 000 obiektów, prezentujących historię, sztukę, kulturę i etnografię Pokucia i Huculszczyzny od XVII wieku do czasów dzisiejszych. Część obiektów związana jest również z kulturą trypolską.
Muzeum ma trzy oddziały:
- Muzeum Pisanek w Kołomyi[6]
- Muzeum Sztuki Ludowej Huculszczyzny w Kosowie
- Muzeum Etnografii i Ekologii w Jaremczach[5]

## Galeria

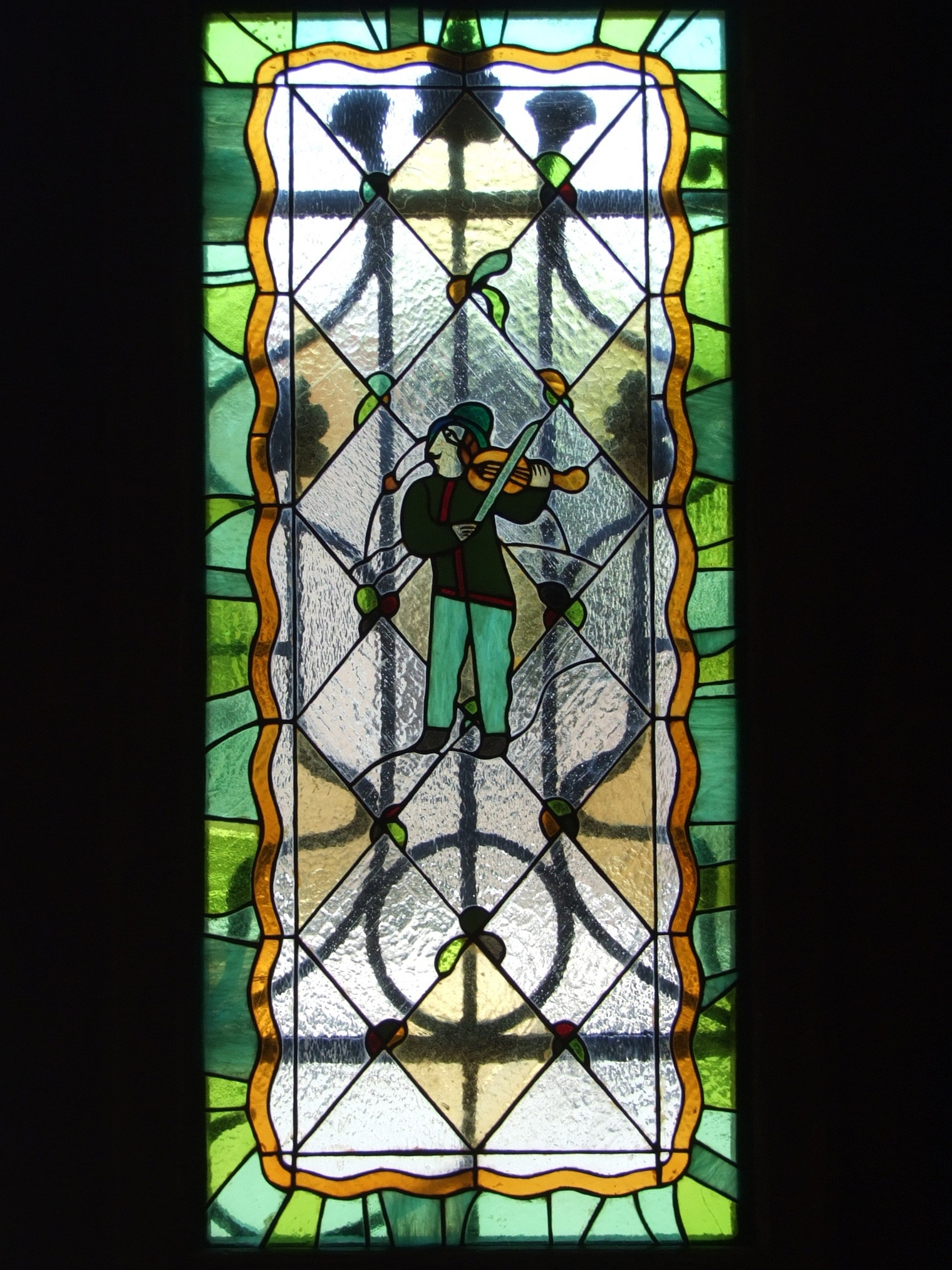
Witraż z wnętrza budynku muzeum
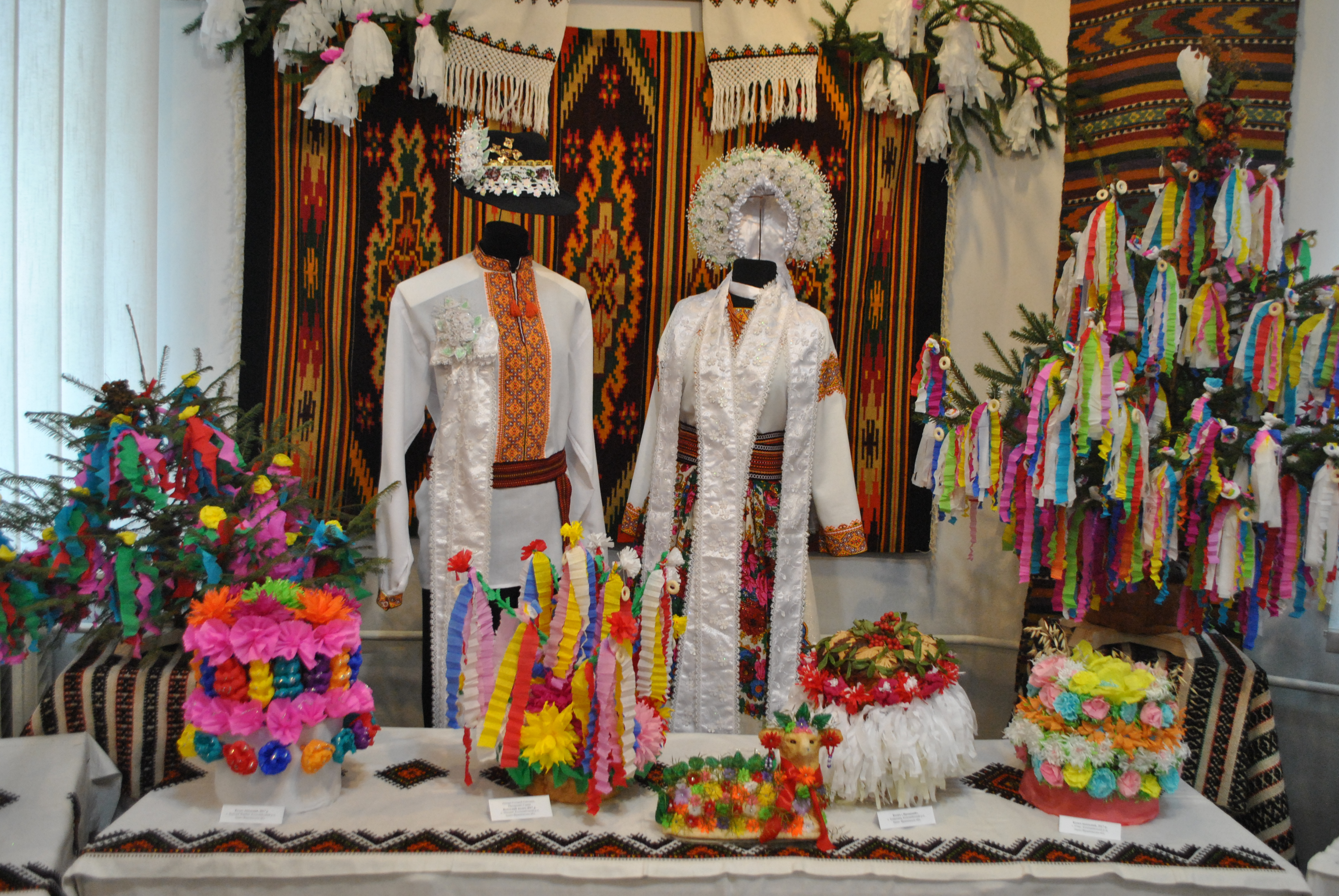
Fragment wystawy czasowej o weselu huculskim
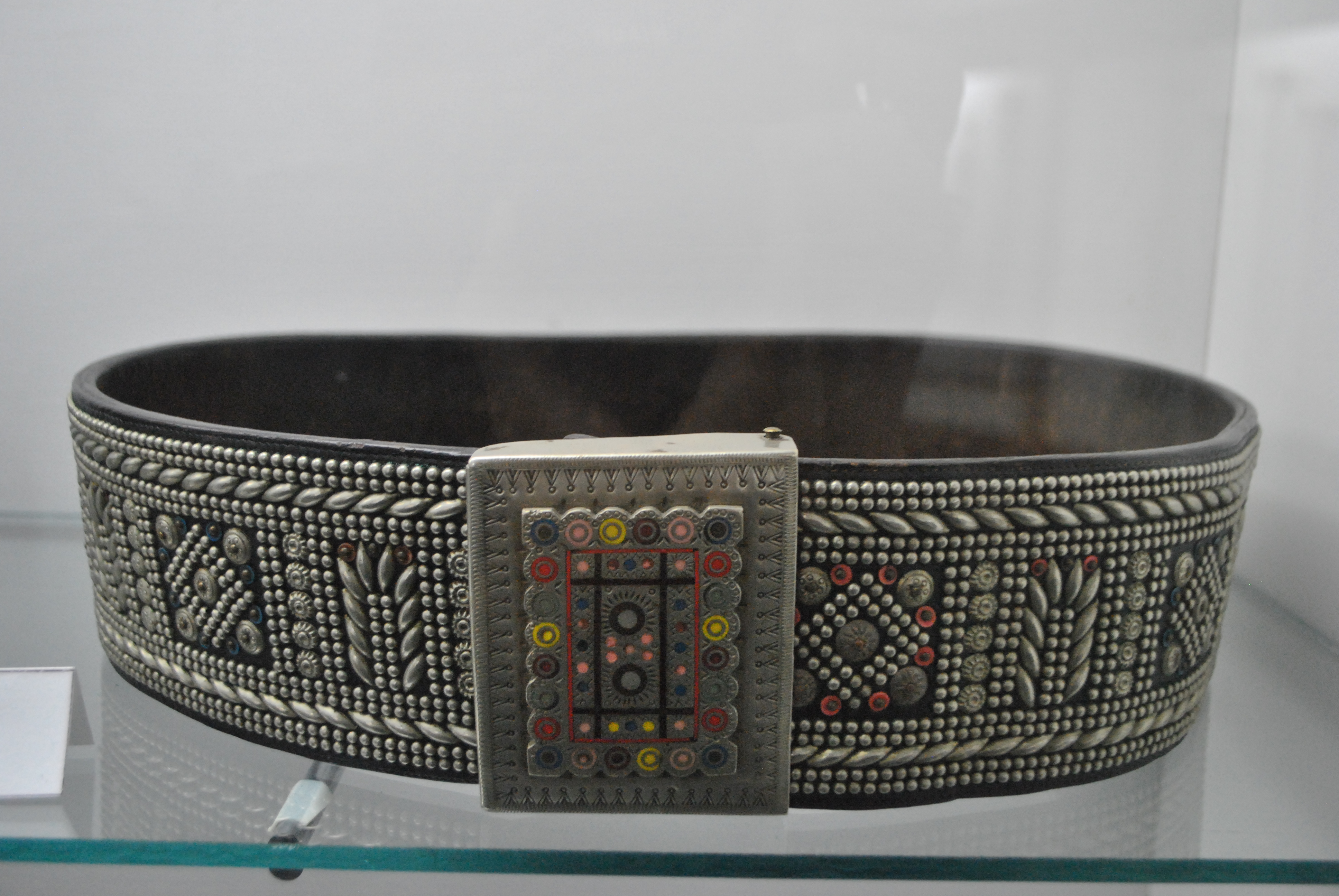
Pas, 1930
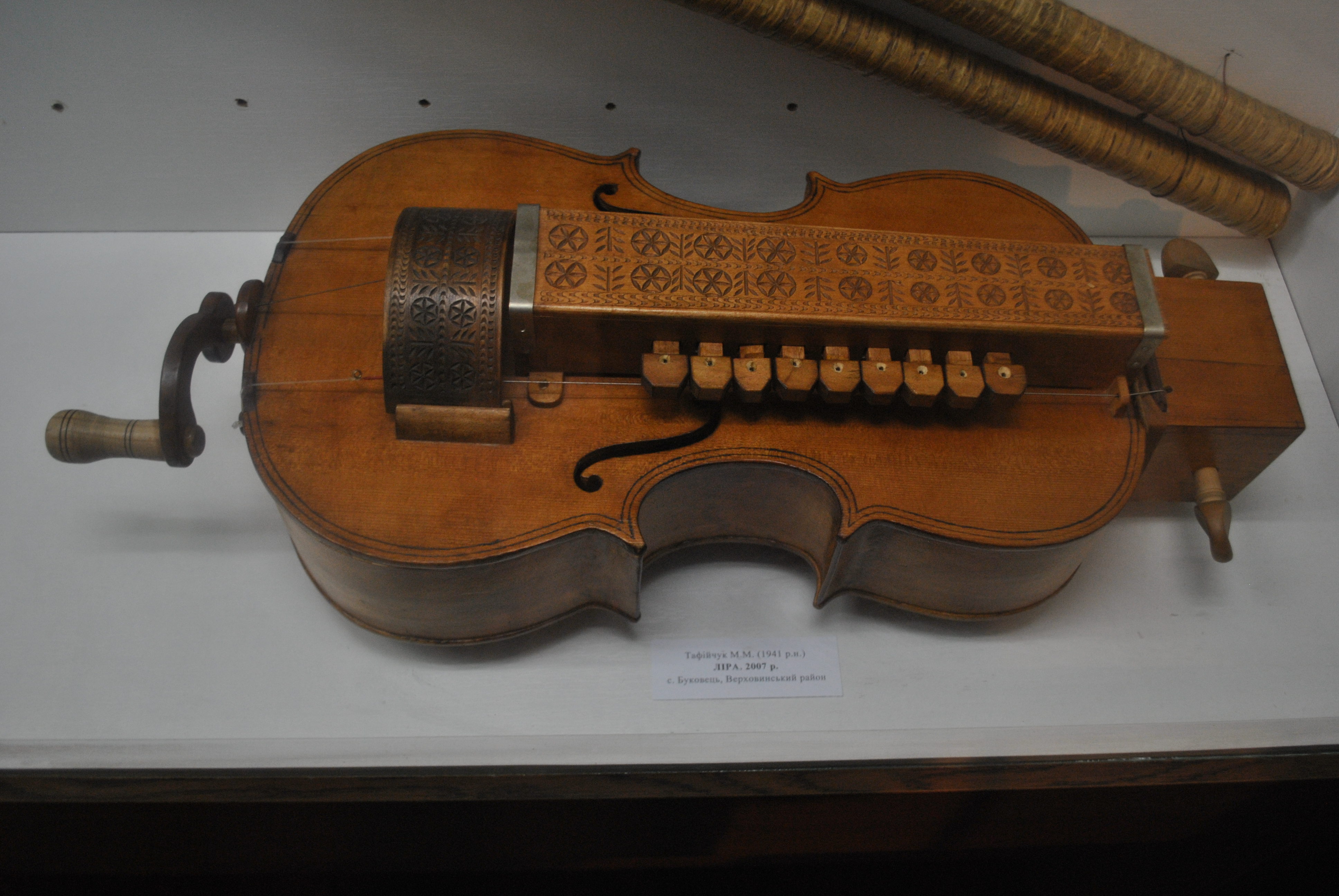
Lira korbowa, 2007
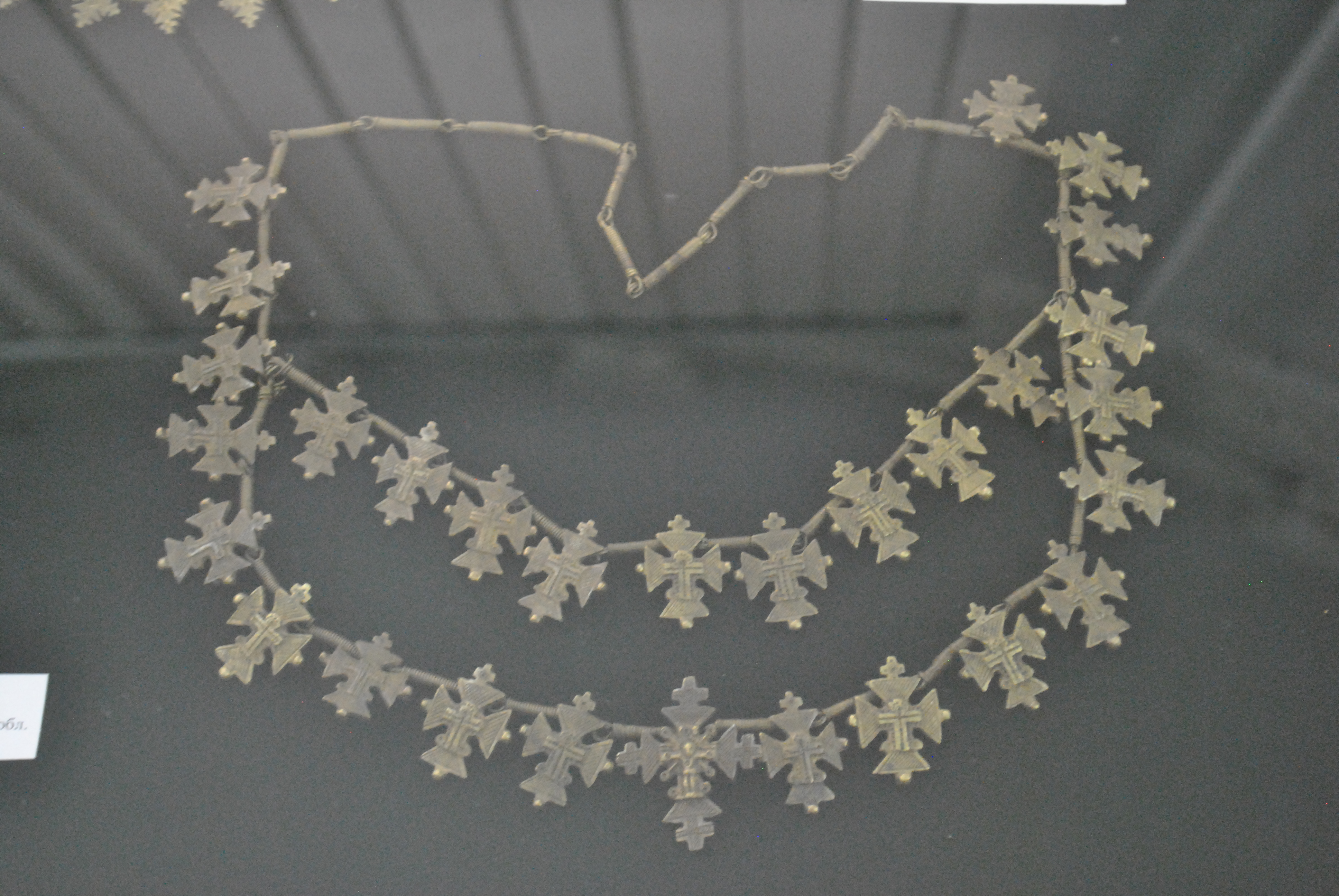
Zgardy huculskie
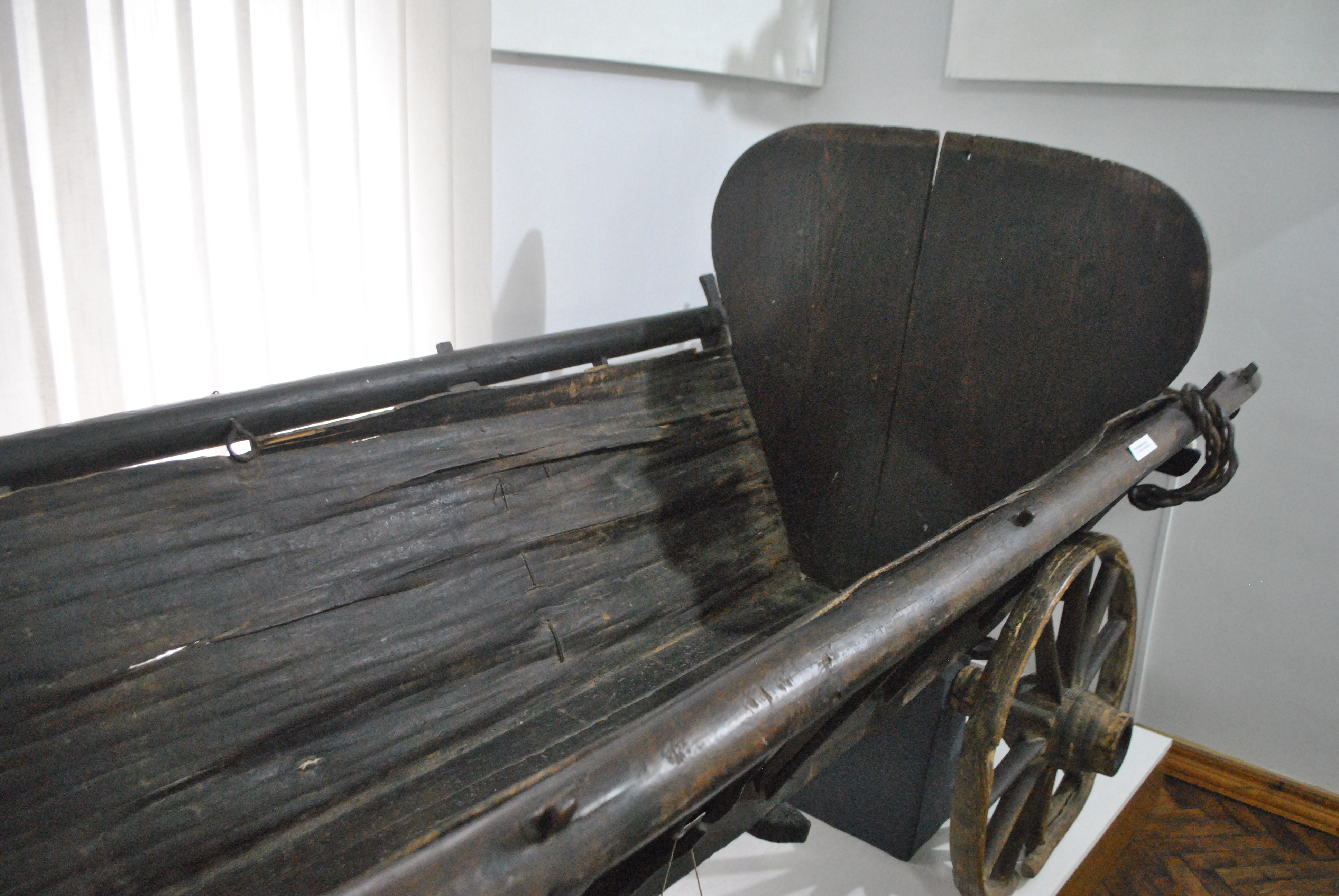
Wóz - XVIII w.
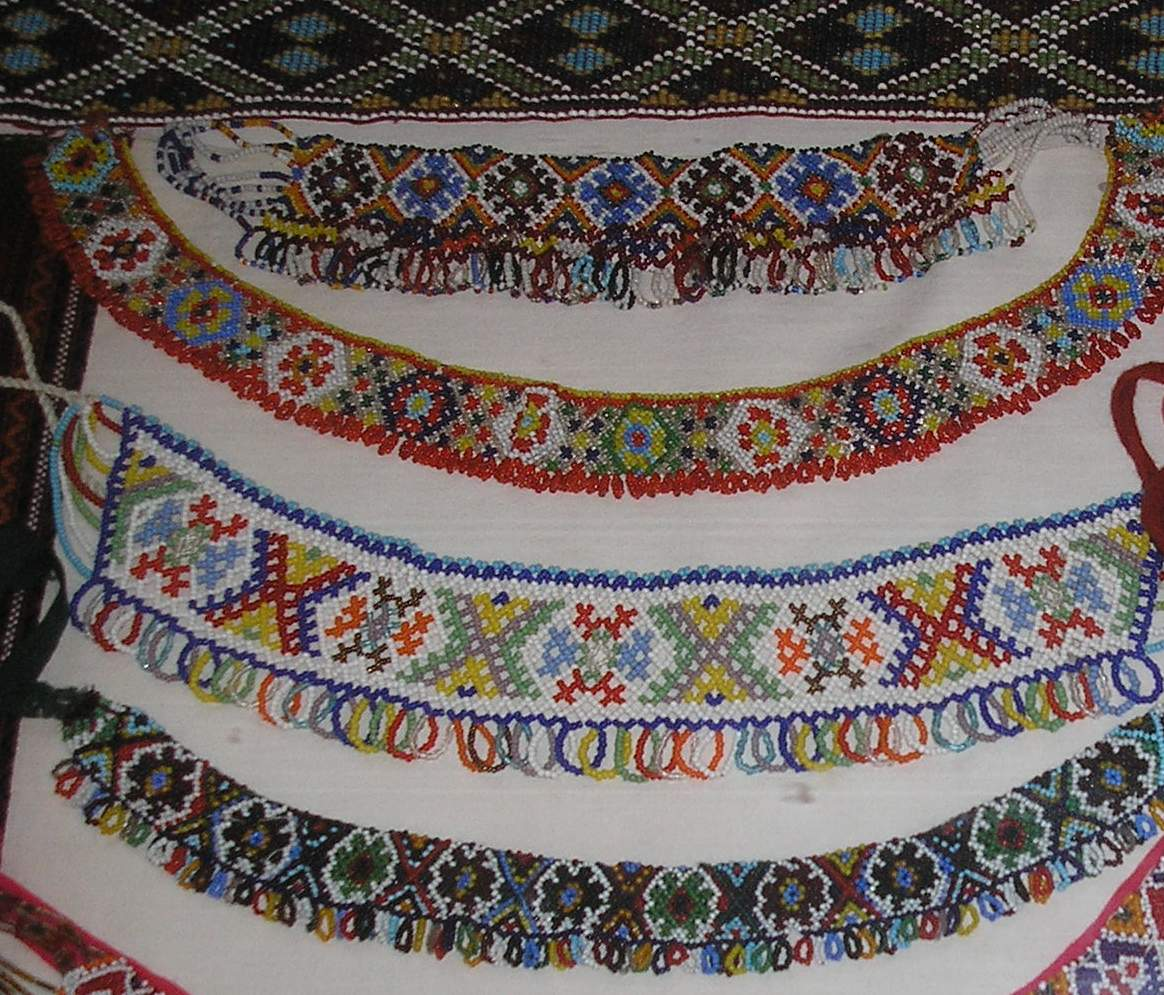
Gerdany
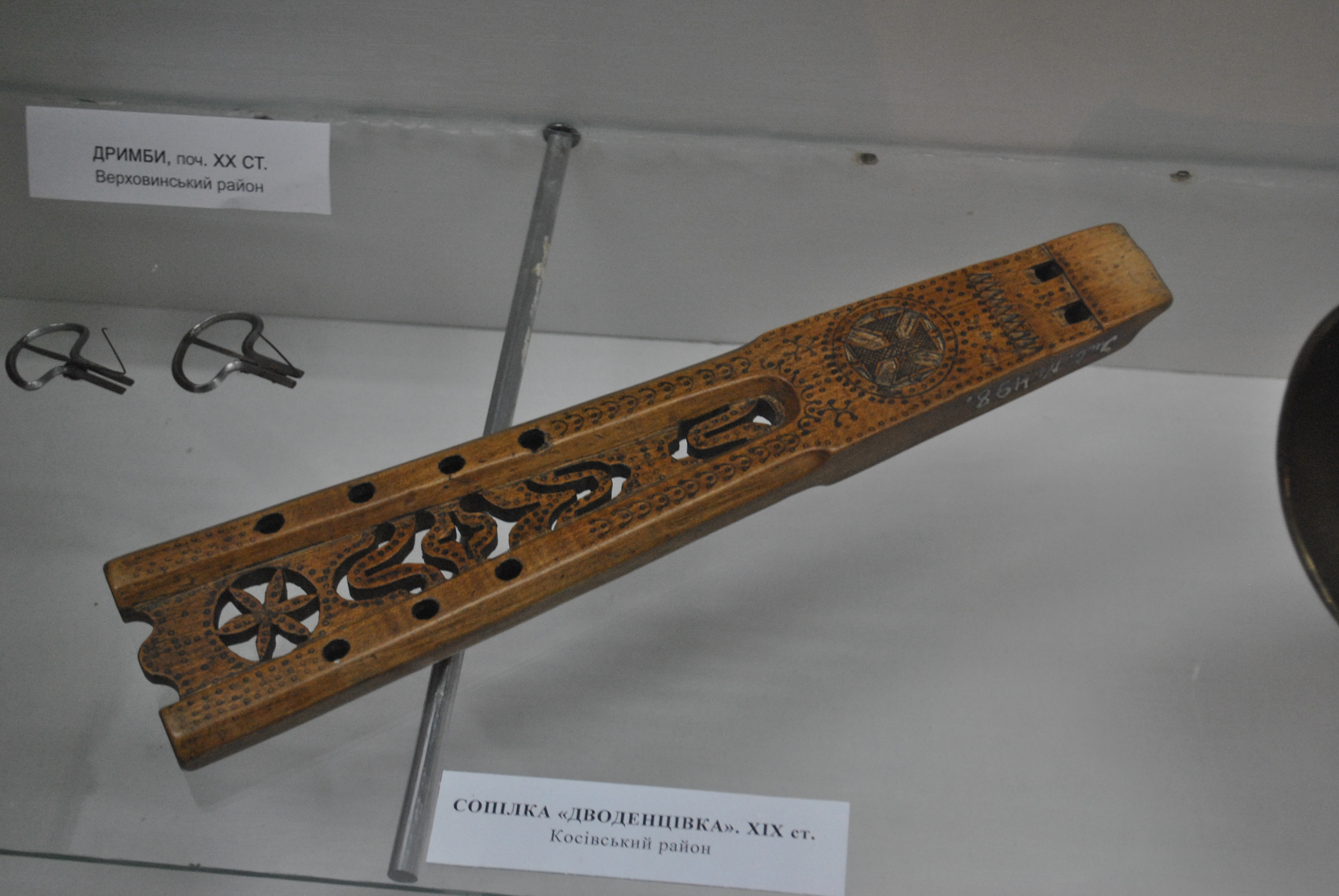
Sopilka, XIX w.
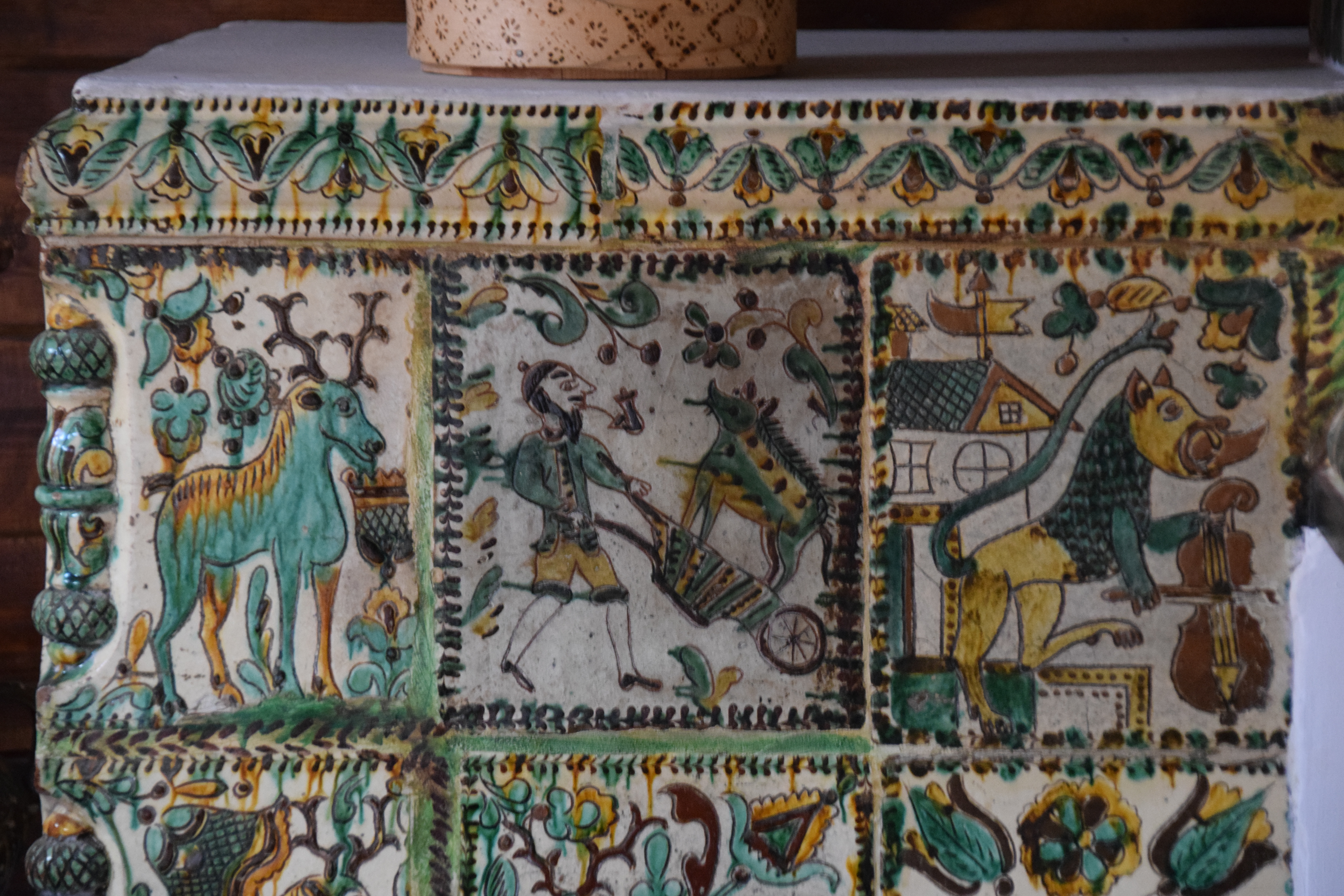
Kafle huculskie
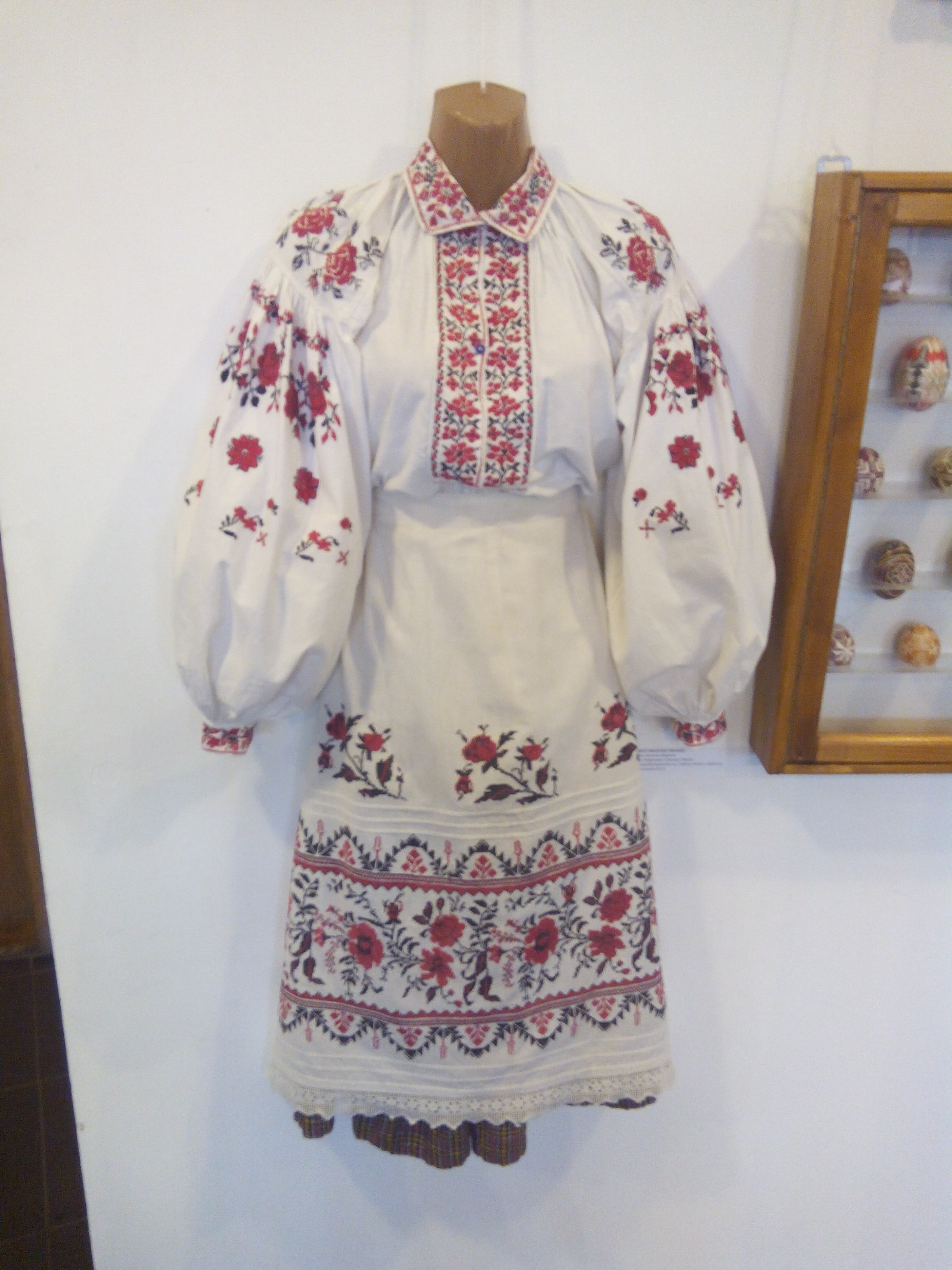
Strój tradycyjny eksponowany w Muzeum Pisanki
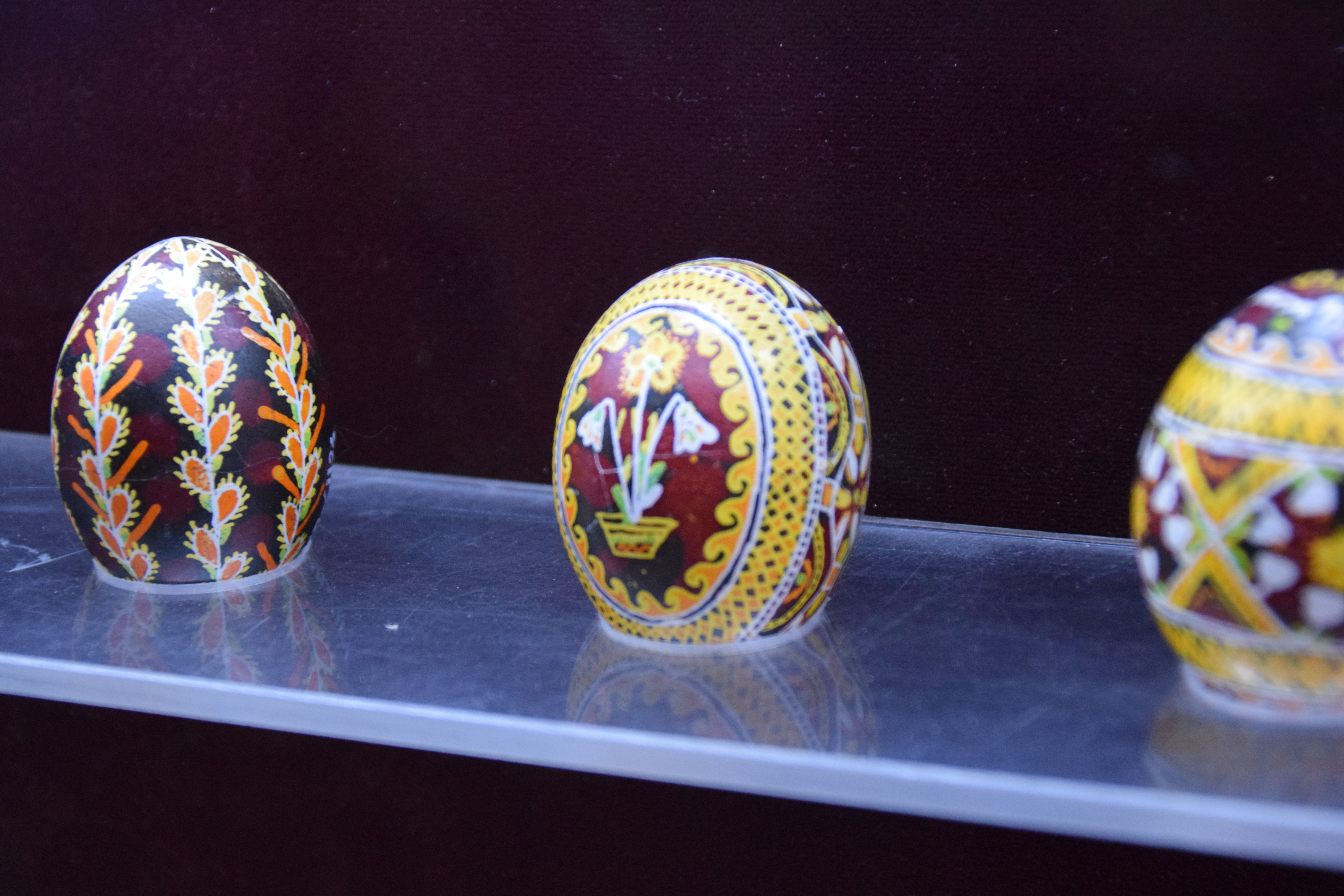
Pisanki w Muzeum Pisanki